# Carmi (Illinois)
Carmi es una ciudad ubicada en el condado de White en el estado estadounidense de Illinois. En el Censo de 2010 tenía una población de 5240 habitantes y una densidad poblacional de 806,05 personas por km².

## Geografía
Carmi se encuentra ubicada en las coordenadas 38°5′18″N 88°10′5″O / 38.08833, -88.16806. Según la Oficina del Censo de los Estados Unidos, Carmi tiene una superficie total de 6.5 km², de la cual 6.42 km² corresponden a tierra firme y (1.2%) 0.08 km² es agua.

## Demografía
Según el censo de 2010, había 5240 personas residiendo en Carmi. La densidad de población era de 806,05 hab./km². De los 5240 habitantes, Carmi estaba compuesto por el 97.44% blancos, el 0.65% eran afroamericanos, el 0.31% eran amerindios, el 0.32% eran asiáticos, el 0.08% eran isleños del Pacífico, el 0.17% eran de otras razas y el 1.03% pertenecían a dos o más razas. Del total de la población el 1.76% eran hispanos o latinos de cualquier raza.